# Махно, Виталий Митрофанович
Виталий Митрофанович Махно (род. 5 февраля 1929) — советский земледелец, Герой Социалистического Труда (1976)

## Биография
Родился 5 февраля 1929 в с. Трудовое Баштанского района в крестьянской семье. Учился в начальной школе села Трудовое, затем в Андреевской школе, и учёбу прервала война.
После войны поступил в Николаевское мореходное училище. По его окончании в 1947 году стал работать в Николаевском торговом порту слесарем-крановщиком. Оттуда и был призван в 1949 году в ряды Советской Армии. После демобилизации вернулся в родное село. Работал в местном колхозе механизатором.
С марта 1955 учился в Снигиревском районе в училище механизации.
С 1959 года — бригадир тракторной бригады. За свою любовь к родной земле, добросовестный труд Махно В. М. был награждён в 1968 году медалью «За трудовую доблесть».
В 1971 году за высокие достижения и трудовую доблесть награждён орденом Трудового Красного Знамени.
После создания механизированных отрядов в 1972 году Махно В. М. возглавляет мехзагон № 3 колхоза «Коммунист». На этой должности он работает до 1974 года. За высокие достижения в выращивании урожаев зерновых культур в 1973 году Махно В. М. награждён орденом Ленина.
В 1976 за выдающиеся успехи, достигнутые во Всесоюзном социалистическом соревновании, проявленную трудовую доблесть в выполнении планов и социалистических обязательств по увеличению производства и продажи государству сельскохозяйственных продуктов Махно В. М. присвоено звание Героя Социалистического Труда с вручением второго ордена Ленина и золотой медали «Серп и Молот».
В 1982 Виталий Митрофанович году окончил Новобугский техникум механизации и электрификации сельского хозяйства.
С 1984 работает инженером в колхозе, с 1989 гг. — пенсионер, но ещё 7 лет отдает свой труд родной земле.
С 1996 гг. — на пенсии.

## Награды
- Герой Социалистического Труда (1976)